# Beneden-Leeuwen
Beneden-Leeuwen é uma cidade pertencente ao município de West Maas en Waal, na província de Guéldria, nos Países Baixos e está situada a 7 km ao leste de Tiel.
Em 2001, a cidade tinha 5.990 habitantes e sua área urbana contava com 2.168 residências, em 2.1 km².